# Фештеліца
Фештеліца (рум. Feștelița) — село в Молдові в Штефан-Водському районі. Утворює окрему комуну.